# Гароза (Бауский край)
Гароза (латыш. Garoza) — населённый пункт в Бауском крае Латвии. Входит в состав Межотненской волости. Находится на реке Гароза. По данным на 2015 год, в населённом пункте проживало 195 человек.

## История
В советское время населённый пункт входил в состав Межотненского сельсовета Бауского района. В селе располагалась средняя сельская профтехшкола № 3.